# اهواگنانسو-الاهو
اهواگنانسو-الاهو (به لاتین: Ahougnassou-Alahou) یک منطقهٔ مسکونی در ساحل عاج است.